# Lombardská železná koruna
Lombardská železná koruna  je jeden z nejstarších korunovačních klenotů v Evropě. Koruna vznikla pravděpodobně ve 4. století našeho letopočtu. Byla symbolem křesťanské vlády  Langobardského království a středověkého Italského království. 

## Popis

Schéma koruny v heraldice

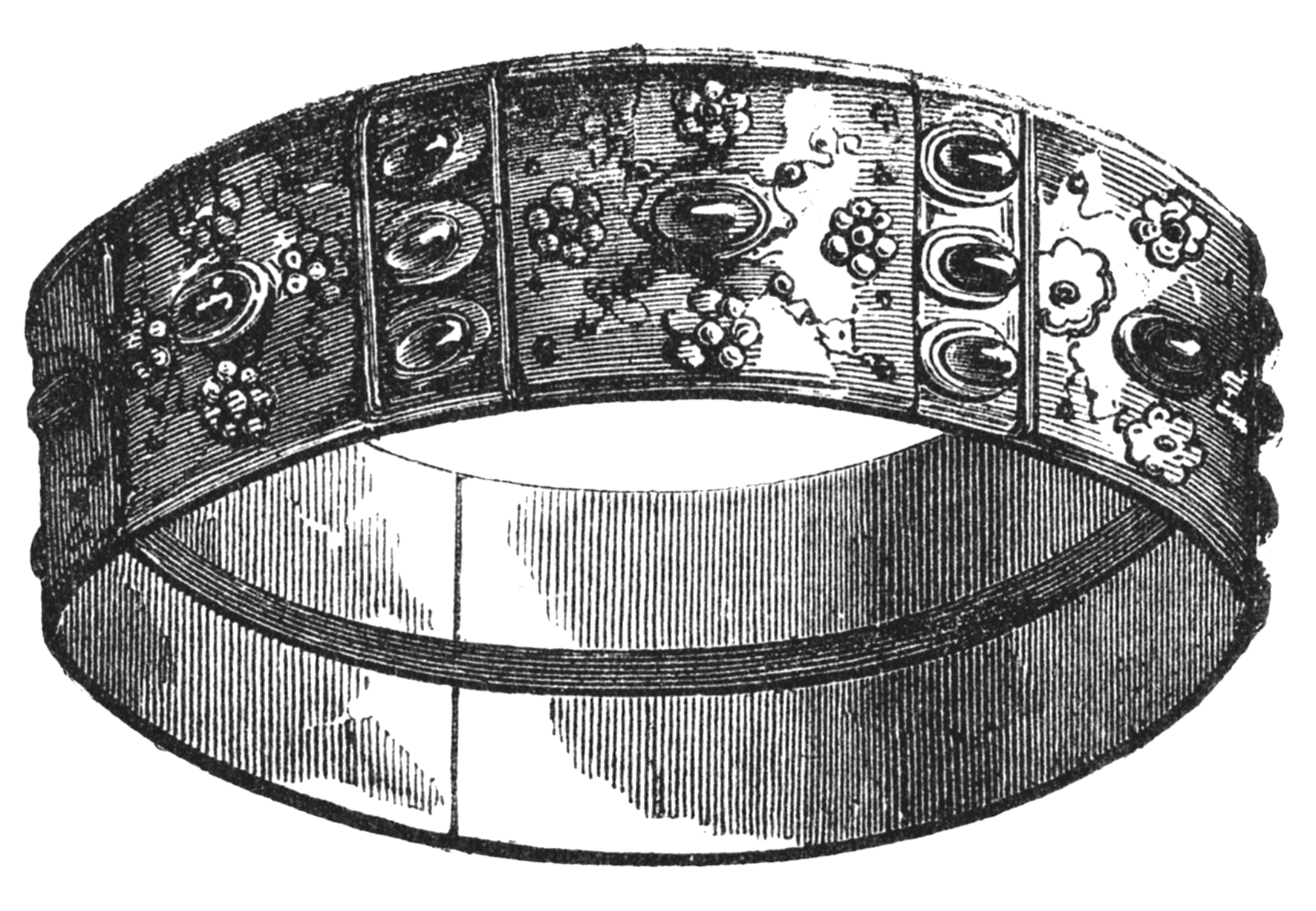
Kresba z italské publikace o koruně z roku 1858

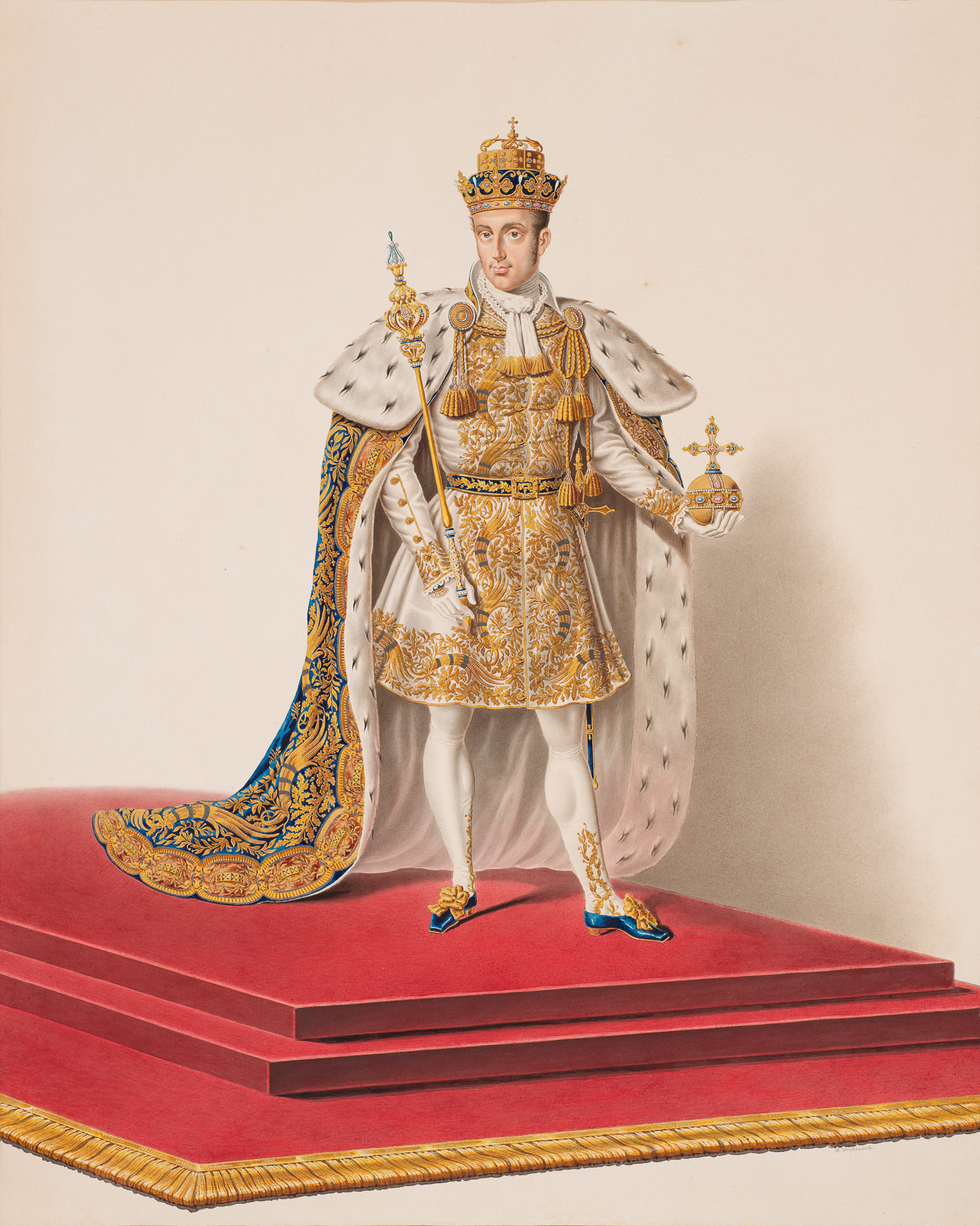
Ferdinand Dobrotivý s lombardskou železnou korunou a v korunovačním rouchu krále lombardsko-benátského (1838)

Koruna má jednoduchý tvar a velmi malé rozměry, je vysoká 8,3 cm a její ovál měří 14,4 x 15,8 centimetrů. Z toho se již v minulosti usuzovalo, že některé části (lamely) chybí, jindy se spekulovalo, že mohla být určena na hlavu ženy či nedospělého následníka trůnu.
Je tepaná ze zlata, zdobená zlatými rozetami, emailovými destičkami a drahokamy. Vnitřní obroučku (prstenec) tvoří dva centimetry široký pásek, o němž se podle legendy věřilo, že je ukovaný z jednoho ze železných hřebů, jimiž byl ukřižován Ježíš Kristus. Hřeby údajně nalezla císařovna Helena, matka císaře Konstantina Velikého, kolem roku 325 spolu s křížem. Písemně jsou poprvé zmíněny v traktátu papeže Gelasia I. z Cesareje († 496?). Odtud pochází označení železná koruna. 
Metalografická analýza koruny byla provedena roku 1993 na univerzitě v Miláně rentgeno-fluorescenční analýzou a radiokarbonovou metodou. Prokázala, že plech koruny, rozety a osazny ve kterých jsou vsazeny drahokamy i okraje jsou vyrobeny ze stejného materiálu, a to amalgámu 84-85% zlata, 5-7% stříbra a 8-10% mědi, což dokazuje jejich jednotný původ. Vnější výplně smaltovaných destiček a jejich spoje (závlačky) se skládají z 90–91 % zlata a 9–10 % stříbra, z čehož odborníci usuzují na pozdější úpravu.
Údajný železný hřeb je ve skutečnosti tvořen z ryzího 99% stříbra, zčernalého korozí, takže navzdory svému názvu koruna neobsahuje vůbec žádné železo. Z písemného pramene z roku 1159 se však vyvozovalo, že koruna mohla mít v té době nad kruhovým diadémem jeden železný oblouk (kamaru). Podobné koruny jsou pro předrománské a románské období typické. Antelloto Bracciforte údajně zhotovil tento vnitřní, stříbrný prstenec při opravě koruny v roce 1345, aby korunu zpevnil, protože v té době utrpěla ztrátou dvou bočních lamel. V současné době drží dvě smaltované destičky pohromadě pouze stříbrný prstenec. V soupisu klenotů z roku 1352 je koruna poprvé popsána v současné „malé“ formě. Mezi drahé kameny patří sedm červených orientálních granátů, sedm modrých safírů, čtyři fialové ametysty a čtyři skleněné kameny.
Smalt je tříbarevný, vytvořený přihrádkovou technikou (tzv. email cloisonné). Tři ze sedmi smaltovaných destiček se složením a vzhledem tak výrazně liší od ostatních, že se předpokládá jejich samostatné zhotovení. To potvrdil i chemický rozbor, podle kterého byly starší skleněné pasty vyrobeny za použití draselné soli (potaše) a mladší s použitím sodných solí, které se zaváděly od 18. století. Překvapivý byl objev včelího vosku, kterým byly smaltované destičky přilepeny ke zlaté fólii. Při bližším zkoumání se zjistilo, že vosk mohl pocházet z doby kolem roku 500, tedy z přelomu starověku a středověku. Jde tedy o korunu pozdně antického původu. Významné úpravy byly provedeny kolem roku 800 za císaře Karla Velikého. Interdisciplinární výzkum koruny prováděl mezinárodní kolektiv autorů několik let a publikoval jej v rozsáhlé třísvazkové publikaci z let 1995–1999..

## Uložení
Koruna je uchovávána v katedrále v Monze, v kapli lombardské královny Theodelindy, příležitostně bývá vystavena ve zvláštní schránce na novogotickém oltáři z roku 1895. Od středověku je také uctívána jako relikvie Kristova ukřižování.

## Korunovace
Korunou byli korunováni římští králové při cestě k císařské korunovaci do Říma, dále se jí zmocnil Napoleon Bonaparte, a poslední ji použil Ferdinand I. Dobrotivý, který se dal korunovat králem lombardsko-benátským.
- Lothar III. (1128)
- Konrád III. (1138)
- Jindřich VI. Štaufský (1186)
- Jindřich VII. Lucemburský (1311)
- Ludvík IV. Bavor (1327)
- Karel IV. (1355)
- Zikmund Lucemburský (1431)
- Fridrich III. Habsburský (1452)
- Karel V. (1530)
- Napoleon Bonaparte (1805)
- Ferdinand I. Dobrotivý (1838)